# Like I Said: Songs 1990-91
Like I Said: Songs 1990–91 és un àlbum recopilatori de la cantant i compositora Ani DiFranco publicat al 1993.
L’àlbum no només és un recull de cançons ja publicades anteriorment, sinó que aquestes han estat novament arranjades afegint altres instruments apart de la guitarra acústica, que havia estat l’únic present en aquests títols. Amb això, DiFranco ofereix reinterpretacions de cançons dels seus dos primers àlbums, l'epònim Ani DiFranco (1990) i Not So Soft (1991).

## Llista de cançons
Totes les cançons foren escrites i compostes per Ani DiFranco. 
| Núm. | Títol               | Durada |
| ---- | ------------------- | ------ |
| 1.   | «Anticipate»        | 2:42 ‡ |
| 2.   | «Rockabye»          | 4:01 ‡ |
| 3.   | «Not So Soft»       | 3:01 ‡ |
| 4.   | «Roll With It»      | 3:22 ‡ |
| 5.   | «Work Your Way Out» | 3:40 † |
| 6.   | «Fire Door»         | 2:57 † |
| 7.   | «Gratitude»         | 2:44 ‡ |
| 8.   | «The Whole Night»   | 2:20 ‡ |
| 9.   | «Both Hands»        | 3:01 † |
| 10.  | «She Says»          | 3:39 ‡ |
| 11.  | «Rush Hour»         | 4:50 † |
| 12.  | «Out of Habit»      | 2:32 † |
| 13.  | «Lost Woman Song»   | 4:00 † |
| 14.  | «Talk To Me Now»    | 3:57 † |
| 15.  | «The Slant»         | 1:45 † |

Notes
† Apareix a Ani DiFranco
‡ Apareix a Not So Soft

## Personal
- Ani DiFranco – veu, guitarra acústica, darbukka, dulcimer
- Andy Stochansky – bateria, percussió
- Ahmed Hassan – udu, didjeridú, caxixi
- Brian Eckenrode – violoncel, cornamusa
- Scot Fisher – acordió, piano
- Michael Miskuly – violí

### Producció
- Producció – Ani DiFranco, Ed Stone
- Enginyeria – Ed Stone
- Masterització – Ed Stone
- Disseny – Ani DiFranco
- Fotografia – Karen Robinson, Scot Fisher